# Heteromormyrus
Heteromormyrus is een geslacht van straalvinnige vissen uit de familie van de tapirvissen (Mormyridae).

## Soort
- Heteromormyrus ansorgii (Boulenger, 1905)
- Heteromormyrus longilateralis (Kramer & Swartz, 2010)
- Heteromormyrus pappenheimi (Boulenger, 1910)
- Heteromormyrus pauciradiatus (Steindachner, 1866)
- Heteromormyrus szaboi (Kramer, van der Bank & Wink, 2004)
- Heteromormyrus tavernei (Poll, 1972)